# Хорхе Сааде
Хо́рхе Саа́де (ісп. Jorge Sahade; 23 лютого 1915 — 18 грудня 2012, Ла-Плата) — аргентинський астроном.

## Біографія
Народився в Альта-Грасія (провінція Кордова). Освіту здобув у Національному університеті Кордови (1937) і Національному університеті Ла-Плати (1943). У 1943—1946 був стипендіатом Національного університету Ла-Плати в Єркській обсерваторії і обсерваторії Мак-Доналд (США). У 1946—1955 працював в обсерваторії в Кордові (з 1953 — директор), в 1948—1955 — також професор Національного університету в Кордові. У 1955—1958 і в 1960 працював у Каліфорнійському університеті в Берклі (США). В 1958—1971 — професор, завідувач відділом обсерваторії Національного університету Ла-Плати, в 1968—1969 — директор цієї обсерваторії. У 1971—1983 працював в Інституті астрономії та космічної фізики в Буенос-Айресі (в 1971—1974 — директор). З 1983 працював в Аргентинському інституті радіоастрономії.
Основні праці в області фізики зірок. Досліджував детально спектри багатьох пекулярних тісних подвійних зірок, зокрема систем з зірками типу Вольфа—Райе, а також симбіотичних зірок; визначав орбіти і фізичні параметри компонентів подвійних систем, вивчав газові потоки в них, навколозоряні оболонки. Одним з перших розглянув тісні подвійні системи з точки зору їхньої еволюційної історії, розробив класифікаційну схему для подвійних зірок, що виходить із розташування їхніх компонентів на діаграмі Герцшпрунга—Рассела і враховує еволюційні зв'язки між компонентами. Запропонував інтерпретацію змінних типу W Великої Ведмедиці, розглянув питання про можливі шляхи еволюції зірок типу Вольфа—Райе. Автор книги «Взаємодіючі подвійні зірки» (спільно з Ф. Б. Вудом, 1978).
Член-кореспондент Національної АН в Буенос-Айресі (1970) та Національної АН в Кордові (1972). Член-кореспондент Королівської академії точних, фізичних та природничих наук в Мадриді (1972), віце-президент (1967—1973), президент (1985—1988) Міжнародного астрономічного союзу.
На його честь названо астероїд 2605 Сааде.